# Видова вулиця
Видова́ ву́лиця — вулиця в Солом'янському районі міста Києва, місцевість Батиєва гора. Пролягає від Дружньої вулиці до кінця забудови. Одна з найкоротших вулиць міста.

## Історія
Вулиця виникла в 1909 році під назвою 10-та Лінія. 1958 року вулиця отримала назву Агітаторська.
Сучасна назва  — з 2022 року.